# Walckenaeria furcillata
Walckenaeria furcillata este o specie de păianjeni din genul Walckenaeria, familia Linyphiidae. A fost descrisă pentru prima dată de Menge, 1869. Conform Catalogue of Life specia Walckenaeria furcillata nu are subspecii cunoscute.